# Artabotrys luxurians
Artabotrys luxurians este o specie de plante angiosperme din genul Artabotrys, familia Annonaceae, descrisă de Jean H.P.A. Ghesquière, Alberto Judice Leote Cavaco și Monique Keraudren. Conform Catalogue of Life specia Artabotrys luxurians nu are subspecii cunoscute.